# Passerelles de Saint-Efflam
La passerelle de Saint-Efflam a été construite par Louis Harel de la Noë pour les chemins de fer des Côtes-du-Nord. En plus de trois petits ouvrages, elle servit à la ligne ferroviaire Plestin-les-Grèves - Lannion et se trouve sur le territoire de la commune de Plestin-les-Grèves.

## Passerelle de Saint-Efflam
Caractéristiques :
- Longueur : 63 m
- 10 travées de 5 m

Malgré son état moyen, elle est utilisée par un sentier de randonnée pédestre.

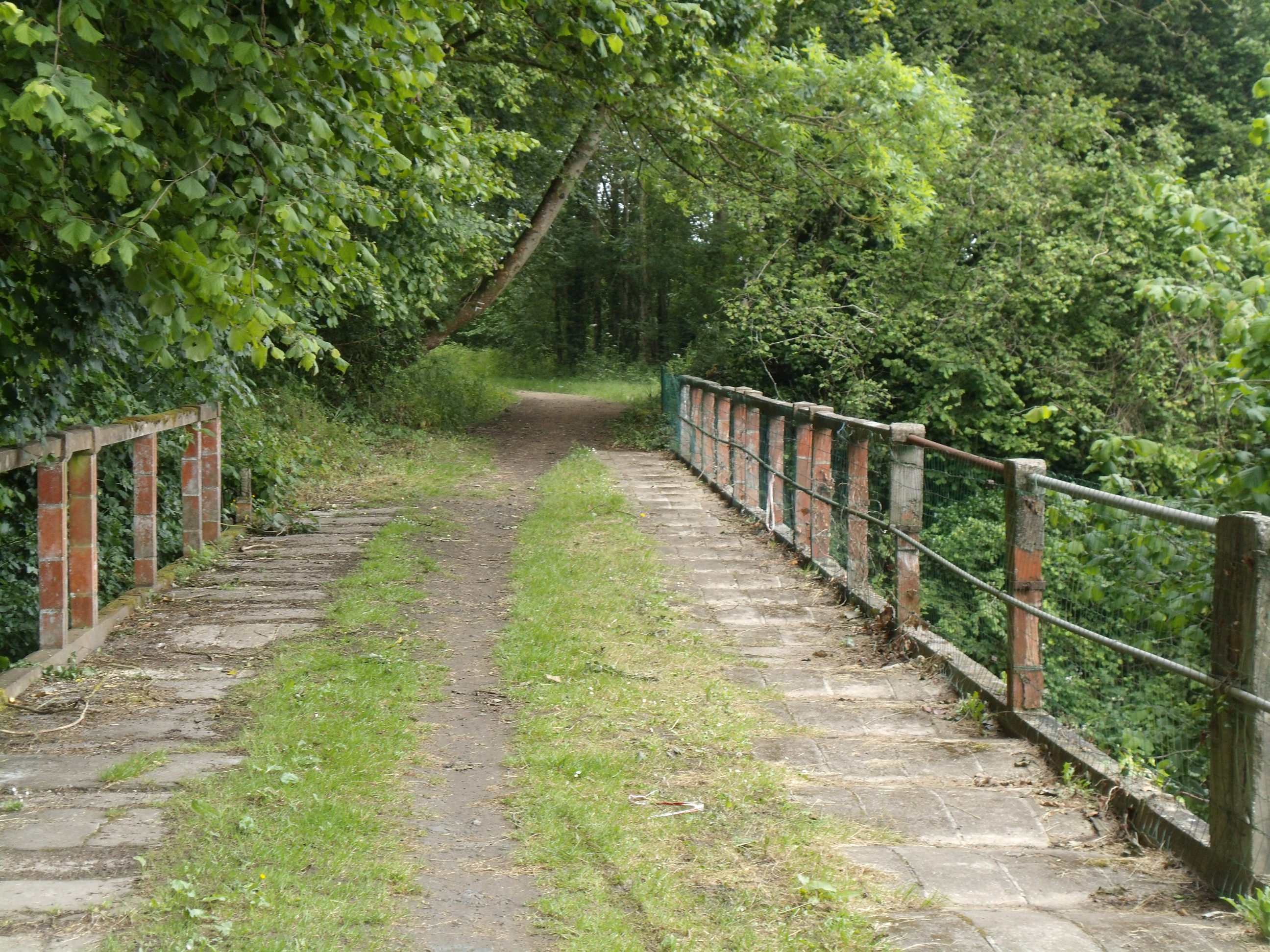
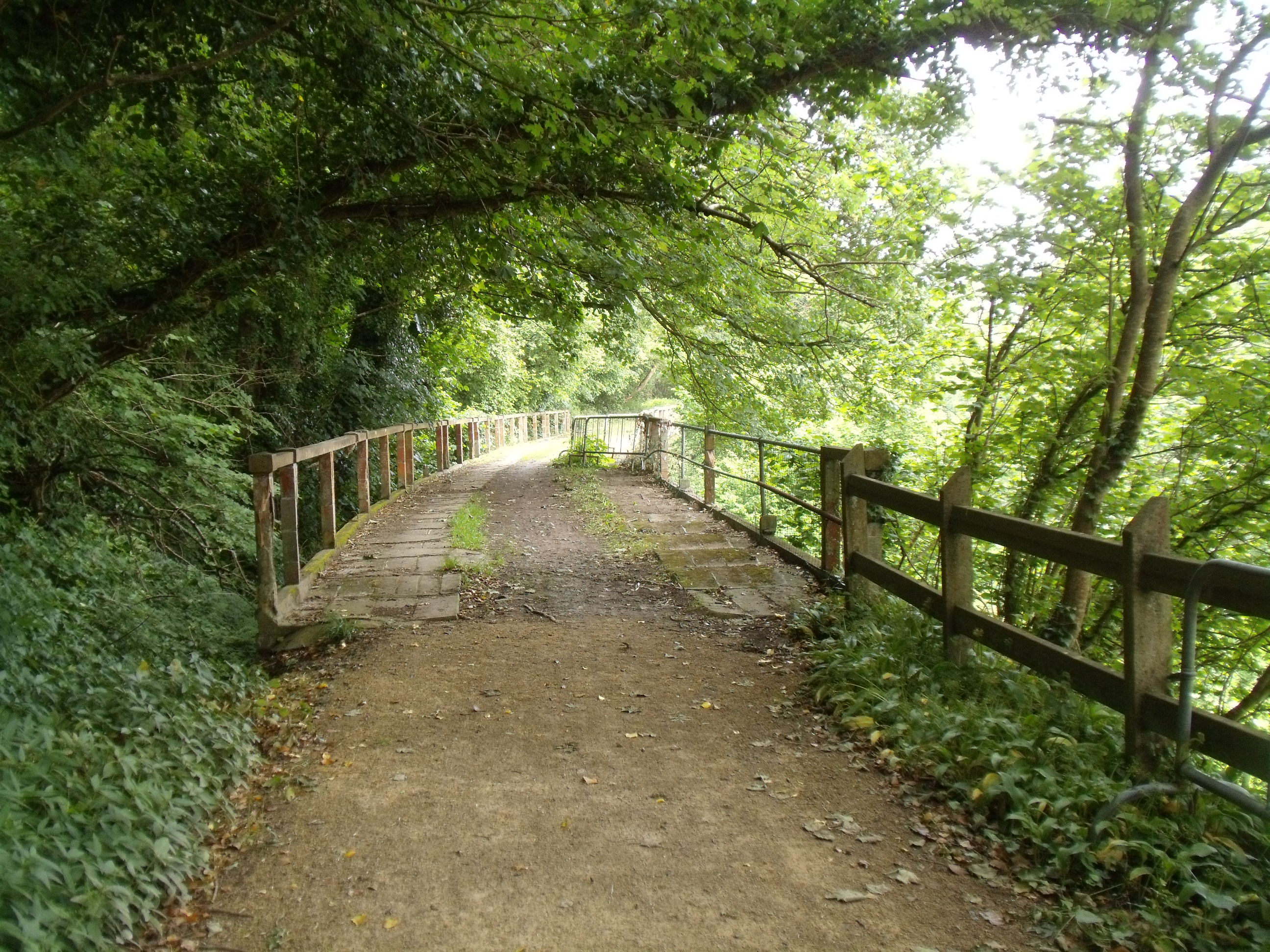
L'ancienne voie ferrée allant vers Lannion : passerelle à Saint-Efflam
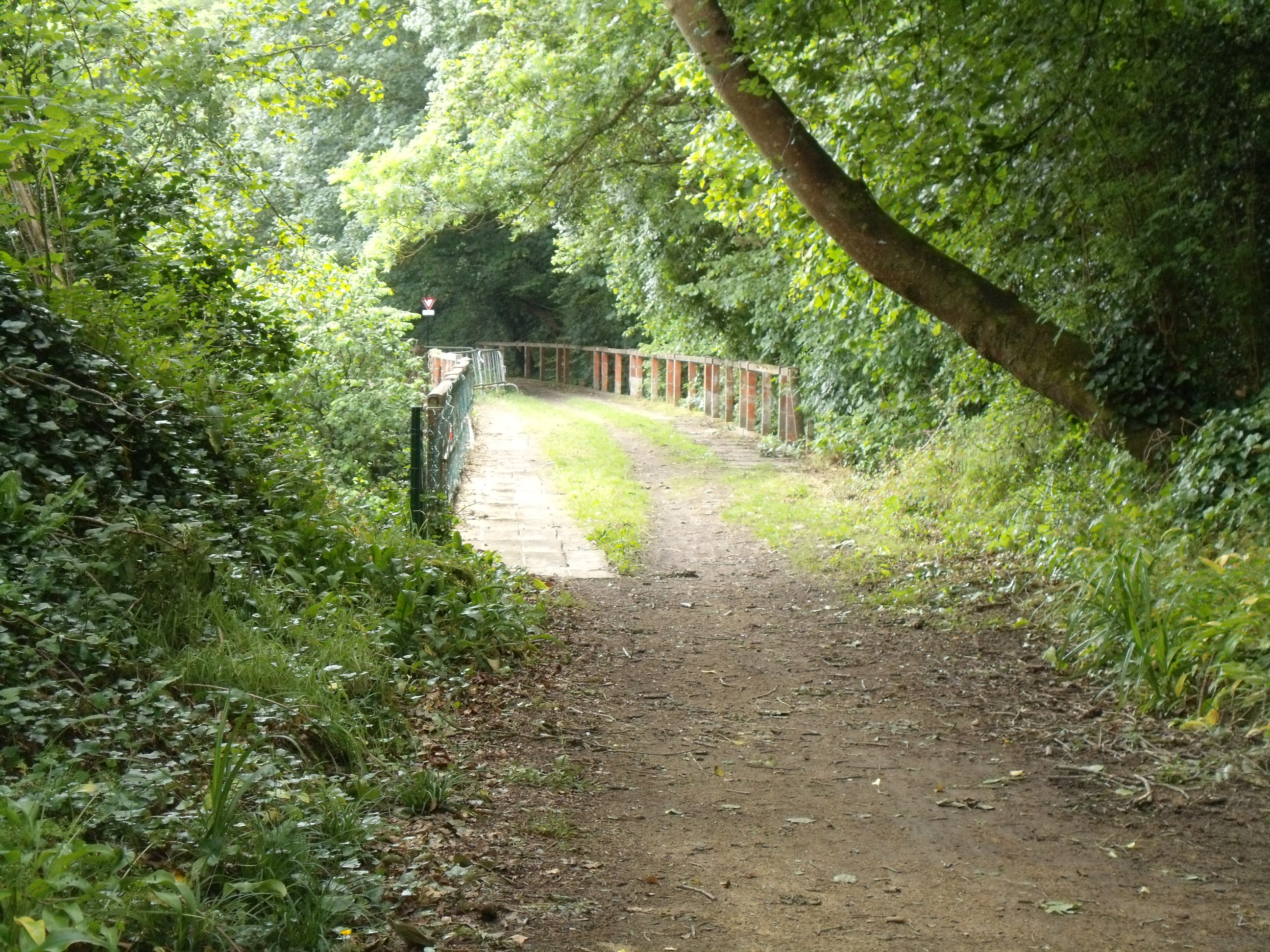
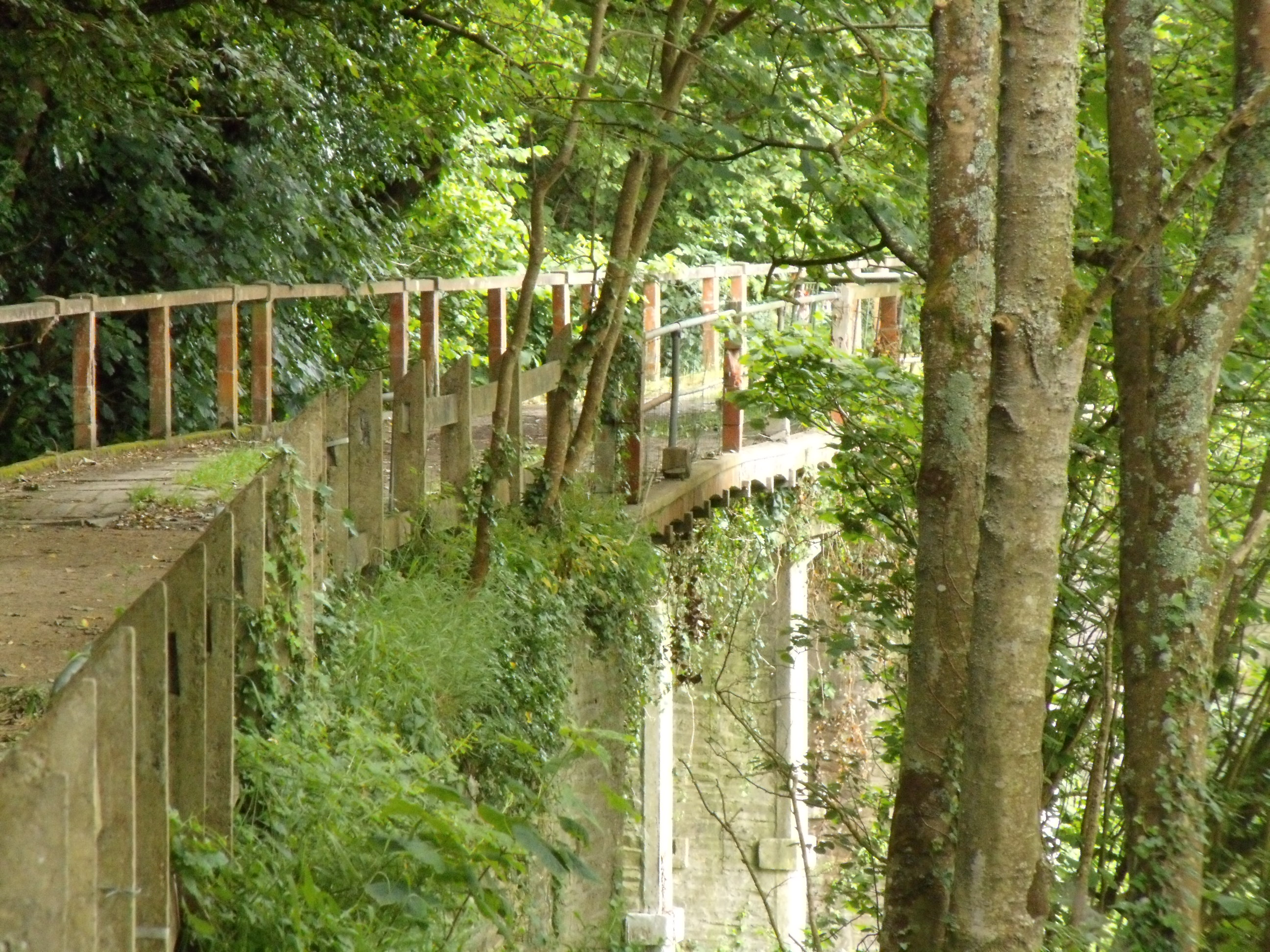

## Autres ouvrages
À noter aussi la présence de trois petits ouvrages d'art sur la ligne :
Pont Menou
- 13 m
- 1 portée

Passage de Keranauffret
- 6 m
- 1 portée

Pont de la Haye
- <10 m
- 1 portée